# Нещердо
Не́щердо (бел. Не́шчарда, Няшчэрда) — озеро на территории Россонского района Витебской области Белоруссии, в правобережной части бассейна верхнего течения реки Дриссы. Береговая линия (50,18 км) самая длинная среди озёр страны.
Площадь поверхности — 24,62 км². Объём воды — 0,08472 км³. Площадь водосборного бассейна — 145 км².

## Название
Согласно В. Жучкевичу, название иногда произносится как Мещерда, ошибочно Нещедра. Начальной формой была, по-видимому, Мещерда, в основе которой, вероятно, название народности мещера в сочетании с формантом -да, типичным для прибалтийско-финской топонимии.

## Описание
Котловина озера подпрудного типа вытянута с юга на север и отличается сложным строением, о чём свидетельствует наиболее длинная среди озёр Белоруссии береговая линия, а также множество заливов и 3 острова общей площадью 0,23 км². Берега почти на всем протяжении низкие, заболочены и покрыты кустарником; на отдельных участках юго-восточной и восточной части — сплавинные. Лишь на севере и юге к озеру приближаются моренные холмы высотой до 10—15 м.
Наибольшие глубины озера находятся по центру обоих плёсов, на которые озеро делится узким перешейком. Наибольшая глубина — 8,1 м — находится в северном плёсе, в южном глубины до 7 м. Прибрежная часть дна шириной до 200 м покрыта песчаными отложениями, местами расширяющимися до глубин в 4—5 м. В центральной части дно озера покрыто сапропелем. Гидрологические наблюдения впервые проводились в 1935 году.
Озеро Нещердо эвтрофное. Впадают 6 ручьёв и река Атлайская. Из озера вытекает река Нещерда и проток в соседнее озеро Межно. Нещердо связано ручьями и протоками с озёрами Бродно, Круглое, Долгое.
Озеро находится в 15 км на восток от городского посёлка Россоны. Около озера расположены деревни Горбачёво, Гольница, Поречье, Мураги, Лютьково. Около озера через деревню Горбачёво проходит автодорога Р132, переходящая на территории России в автодорогу Р133.
В деревне Мураги на берегу озера родился известный белорусский и польский поэт Ян Барщевский.

## Растительный мир
Общая площадь зарастания озера небольшая — 22 %, что объяснятся низкой прозрачностью воды и узкой литоралью. Основную долю в зарастании играют полупогруженные виды, такие как тростник, камыш, манник водный. Растительность с плавающими листьями широко распространена в укрытых и мелководных заливах северного плёса. Ширина полосы прибрежной растительности 10—250 м. Окрестные леса богаты черникой, брусникой и клюквой, дикорастущими малиной и ежевикой, а также грибами.

## Животный мир
Ихтиофауна озера лещёво-судакового типа. Водятся лещ, судак, щука, плотва, густера, угорь, сазан, язь, краснопёрка. Водоём периодически зарыбляется. Ведётся промышленный лов рыбы. На островах и в окрестностях озера множество водоплавающих птиц.

## Исторические сведения
Озеро Нещердо упоминается в Псковских летописях в 1403 году:

«В лето 6911. Явися звезда хвостата на западнеи стране месяца февраля, а погибе месяца марта в верьбную суботу. Того же месяца изгнаша Немцы Полотьскую волость на крестном целовании, много пакости починиша; и псковскии гости побиша на озере, на Нещерде, и товар отняша, а самых во озеро вметаша 9 мужь.»— Псковская Первая летопись (Тихоновский список), лл. 34 об., 35